# Massaker von Černová

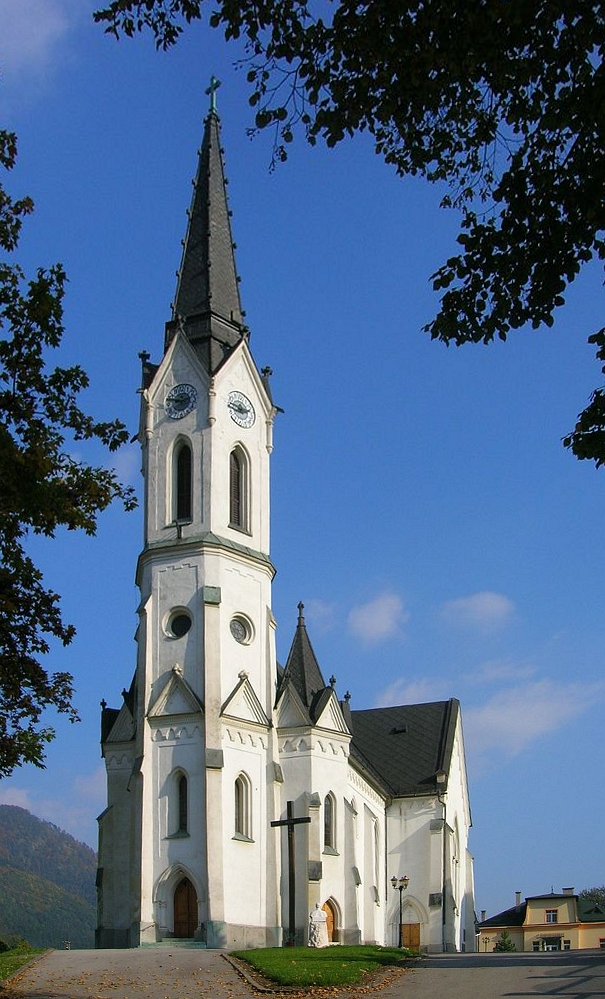
Die katholische Kirche in Černová

Das Massaker von Černová oder die Tragödie von Černová (slowakisch: Černovská masakra oder Černovská tragédia, ungarisch: Csernovai tragédia) war ein Massaker, das am 27. Oktober 1907 im Dorf Černová (heute Stadtteil von Ružomberok) im Königreich Ungarn verübt wurde.
Auf Befehl des örtlichen Chefs der königlich ungarischen Gendarmerie Ján Ladiczky schossen dessen Gendarmen in eine versammelte Menge slowakischer Zivilisten, die gegen die Einweihung der örtlichen römisch-katholischen Kirche durch einen ungarischen Priester anstatt des Slowaken Andrej Hlinka demonstrierten. Dabei wurden 15 Menschen – Männer, Frauen und Kinder zwischen 14 und 55 Jahren – erschossen bzw. starben an den Folgen ihrer Verletzungen. Weitere 52 Menschen wurden verletzt. Die Gendarmen selbst waren auch gebürtige Slowaken.
Das Massaker von Černová richtete die internationale Aufmerksamkeit auf die katastrophale nationale Lage der Slowaken und anderer nichtmagyarischer Völker, welche der repressiven Magyarisierungspolitik im ungarischen Teil der k.u.k. Monarchie ausgesetzt waren. Der ehemalige ungarische Außenminister Géza Jeszenszky (1990–1994) beurteilte das Massaker von Černová als den „Wendepunkt“, nach welchem man beispielsweise in Großbritannien dem bis dahin als „liberal“ geltenden Ungarn „russischen Despotismus“ vorzuwerfen begann.
Am 27. Oktober 1932 wurde unter Anwesenheit von Andrej Hlinka, Milan Hodža, einer polnischen Delegation und Vertretern der Slowakischen Liga in Amerika eine Gedenktafel für die Opfer des Massakers enthüllt.